# E55号線
欧州自動車道路E55号線 (おうしゅうじどうしゃどうろE55ごうせん、英語:European route E 55) は、ヨーロッパを南北に走っている欧州自動車道路のAクラス幹線道路。
スウェーデンのヘルシンボリから、デンマーク、ドイツ、チェコ、オーストリア、イタリアを経由してギリシャのカラマタに至る。また、幾つかの海路をまたぐ区間もある。
ヘルシンボリから北へフィンランドまで道を続ける予定であったが、実用的、感情的理由からこのルートはE04号線と呼ばれている。

## 経路
海路は破線で示した。

### スウェーデン
- E55 : ヘルシンボリ … (デンマーク)

ヘルシンボリ-ヘルシンゲル間はエーレスンド海峡があり水路となっている。

### デンマーク
- E55 : (スウェーデン) … ヘルシンゲル – コペンハーゲン – キューゲ – ヴォーディングボー（英語版） – ファロー（英語版） – ニュクービン・ファルスタ – ゲサ（英語版） … (ドイツ)

ゲサ … ロストック間は海路である。

### ドイツ
- アウトバーン 19 : (デンマーク) … ロストック - ヴィットシュトック
- アウトバーン 24 : ヴィットシュトック - シュヴェリーン - ベルリン
- アウトバーン 10 : ベルリン
- アウトバーン 13 : ベルリン – リュベナウ（英語版） – ドレスデン
- アウトバーン 17 : ドレスデン – テプリツェ – (チェコ)

### チェコ
- D8 : (ドイツ) - ウースチー・ナド・ラベム - プラハ
- D1 : プラハ - ミロショヴィツェ（英語版）
- D3 : ミロショヴィツェ – ベネショフ - ターボル - チェスケー・ブジェヨヴィツェ - ドルニー・ドヴォジシュチェ（英語版） – (オーストリア)

### オーストリア
- S10/310 : (チェコ) - ウンターヴィッツドルフ（英語版）
- A7 : ウンターヴィッツドルフ - リンツ
- A1 : リンツ - ザルツブルク
- A10 : ザルツブルク - フィラッハ
- A2 : フィラッハ - (イタリア)

### イタリア
- A23 : (オーストリア) - タルヴィージオ - ウーディネ - パルマノーヴァ
- A4 : パルマノーヴァ - メストレ
- SS309 : メストレ - キオッジャ - ラヴェンナ
- SS16/SS3bis : ラヴェンナ - チェゼーナ
- A14 : チェゼーナ – リミニ – ファーノ – アンコーナ – ペスカーラ - サン・セヴェーロ - フォッジャ – カノーザ・ディ・プーリア – バーリ
- SS16 : バーリ - ファザーノ
- SS379 : ファザーノ – ブリンディジ … (ギリシャ)

ブリンディジ … イグメニーツァ間は海路である。

### ギリシャ
- GR-6/GR-18 : (イタリア) … イグメニーツァ – プレヴェザ
- アクティウム-プレヴェザ海底トンネル
- GR-42 : ボニッツァ（英語版） - アムフィロチャ（英語版）
- GR-5 : アムフィロチャ - アグリニオ - メソロンギ - リオ（英語版）
- GR-8A : リオ
- GR-9/GR-9A : リオ - パトラ - ピルゴス  - ザチャロ（英語版） - Kalo Nero
- Kalo Nero - Allagi
- GR-7: Allagi - カラマタ